# Казанська духовна академія
Каза́нська духо́вна акаде́мія (тат. Казан руханилар академиясе) — вищий духовний навчальний заклад Російської імперії, що розташовувався в Казані. Існувала у 1797—1818 і 1842—1921 роках.

## Історія

### Духовні школи в Казані у XVIII ст.
Заснована у 1723  у Казані, архієрейська елементарна школа була перетворена у 1732 у семінарію за взірцем Київської духовної академії, що постачала сюди перших учителів. У ній викладалися риторика, філософія і богослов'я, а наприкінці XVIII ст. також історія, географія, математика і нові мови. У зв'язку з місцевими потребами викладалася тут і татарська мова.

### Казанська духовна академія (1797—1818)
Питання про необхідність закладання в Казані вищого духовно-навчального закладу було поставлене ще наприкінці XVIII ст. Справа в тому, що Казань вже на той час отримала значення центру релігійно-моральної просвіти для всього сходу Російської імперії, а Казанська духовна семінарія отримала настільки значущий розвиток, що прирівнювали до Київської і Московської духовних академій; до того ж, на практиці позначилася незручність управління із далеко за умовами сполучень того часу Москви духовно-навчальними закладами сходу Російської імперії. У зв'язку із цим Казанська духовна семінарія наказом від 18 грудня 1797 року була перейменована на академію.
Для поповнення освіти вихованці академії відвідували Казанський університет, де слухали лекції з предметів, що не викладалися в академії. Однак випускники академії цього періоду не вважалися такими, що отримали вищу освіту; з цієї причини, з початком дії статуту 1835 року, у Казанском університеті довелося покинути викладання професорам богослів'я А. Нечаеву, М. Полиновському та ін.
Таким було походження так званої старої казанської духовної академії, що проіснувала до 1818.
Перетворення духовно-навчальний закладів за  імператора Олександра I (1808 - 1810), згідно з яким у Російській імперії передбачувалося збереження усіх чотирьох існуючих на той час духовних академій, у тому числи і казанську. Проте, цей процес не торкнувся Казані. Без достатньої викладацької і фінансової бази ця стара академія була приречена на більш ніж скромне існування.
21 вересня 1818  Казанська духовна академія була закрита з ціллю проведення у ній ревізії, після якої Святійший Синод вирішив залишити статус академії тільки трьом вищим духовним закладам: Київській, Московській і Санкт-Петербурзькій академіям.
В Казані планувалося залишити лише семінарію, зробивши її підзвітною Санкт-Петербурзькій духовній академії.

### Відродження Казанської духовної академії у 1840-і рр.
Віддаленість Казані від інших центрів духовно-релігійної просвіти, а особливо, - важливе значення цього міста в місіонерському відношенні до кінця 1830-х рр., знову висунули питання про необхідність створення місцевого вищого духовного навчального закладу, що могло би стати центром духовної просвіти і приготування місіонерів для всього східного краю і Сибіру. Особливо палко взявся за здійснення цієї ідеї тодішний обер-прокурор Святійшего Синоду граф Микола Протасов.
25 травня 1842 відбулася Синодальна рада, що ухвалила рішення про заснування в Казані духовної академії на 60 вихованців. А 30 червня 1842 року вийшов Найвищий наказ про заснування в Казані духовної академії.

По сношению графа Протасова с казанским архиепископом Владимиром и с военным губернатором Шиповым, немедленно же преступлено было к избранию места для сооружения здания академии, которое и было выбрано на Арском Поле, за военным госпиталем и против урочища, известного под названием «Русской Швейцарии». Составлен был избирательный комитет, объявлены торги на поставку материалов и на производство работ, и 8 мая 1845 года состоялась торжественная закладка нынешнего здания академии.

Казанську духовну академію вирішено було відкрити, не чекаючи закінчення будівництва проектованої для неї власної будівлі на Арському Полі, і на перший час новий навчальний заклад знайшов прихисток у помешканнях Спасо-Преображенського монастиря, у стінах якого 8 листопада 1842 і відбулося врочисте відкриття академії — день, що згодом став днем щорічних академічних врочистостей.
До студентів академії у перший рік її існування було зараховано 33 вихованця, у числі яких перебували покійний директор місцевої учительської семінарії, відомий місіонер Микола Ільмінський і протоієрей Олександр Владімірський (професор богослов'я у казанському університеті, а відтак ректор академії) — студенти першого випуску 1846 року.
Загальний устрій академічного життя визначався статутом 1814 року, спільний для всіх духовних академій; відмінною рисою було викладання мов турецько-татарського, арабської, монгольскої і калмицької мов, викликане потребами місцевого населення.
У Спасо-Преображенському монастирі академія пробула менше року; у 1843 в якості помешкання для неї були орендовані два верхніх поверхи щойно відбудованого після пожежі кам'яного будинку купця Мельникова, на вулиці Великій Проломній.
Будівля духовної академії, закладена на Арському Полі, будувалася впродовж трьох років, і тільки влітку 1848 казанська духовна академія була переведена у нове, власне помешкання, у якому 8 листопада цього ж року вже святкувала рік з моменту відкриття.

### Казанська духовна академія у другій половині XIX ст.
У 1854—1855 рр., у період правління архієпископа Казанського і Свиязького Григорія Постнікова, в академії були відкриті місіонерські відділення, спрямовані на просвітницьку роботу у середовищі старообрядців, мусульманів, буддистів, а також марійських і чуваських язичників.
У 1855 на зберігання у Казанску духовну академію була здана відома бібліотека Соловецького монастиря, коли Соловецькій обителі загрожувала англійська эскадра, що увійшла в Біле море. Надалі ця бібліотека, що містила безліч важливих у науковому відношенні рукописів, так і залишилася при академії, і служила її членам джерелом для низки цінних наукових праць та монографій, не кажучи про  науковий опис скарбів цієї бібліотеки. Заслуговує уваги і фундаментальна бібліотека академії, що відрізнялася своєю повнотою і, зокрема, зразковим устроєм та порядком.
З 1855 року казанська академія видавала і свій власний науковий журнал — «Православный Собеседник», за час існування якого там було опубліковано чимало матеріалів і досліджень з богословських, історичних та словесних наук.
Відповідно до статуту 1884 року, в Казанській академії викладалася група місіонерських предметів, що мала татарський і монгольский відділи.
У 1892 академія святкувала 50-річчя свого існування; до цих врочистостей її професором Петром Знаменським була впорядкована широка і фундаментальна історія цього навчального закладу.

### Казанська духовна академія у XX ст.
У серпні 1917  Казанська духовна академія була виселена Тимчасовим урядом з будівлі на Арському полі. В будівлі розмістилися евакуйований із Пскова кадетський корпус, а також військовий шпиталь.

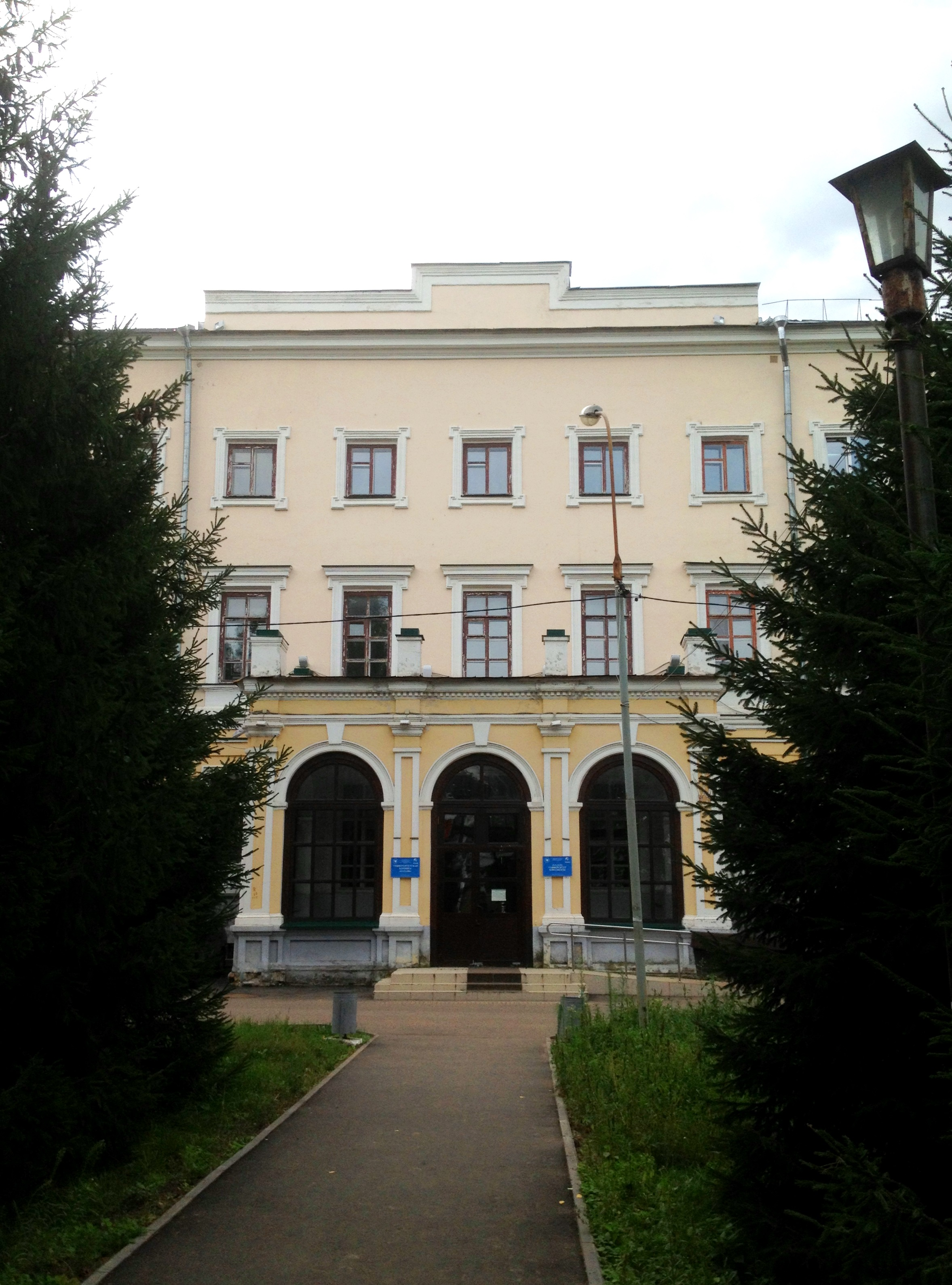
Головний вхід

У 1917—1918 роках заняття з вихованцями академії тривали в інших помешканнях, в основному в будівлі духовної семінарії (нинішній геофак КДУ).
Перед загрозою припинення існування Казанської духовної академії її рада попросила благословіння духовенства і була готова до того, аби перетворитися у богословський факультет Казанського університету. 20 квітня 1918 професор Костянтин Харлампович писав Миколі Глубоковському, що «Луначарський стоїть на непримиренній позиції і не допустить державних богословських факультетів. Всюди горн, темрява і ганьба, і просвіту ніде не видно». Як і у Петрограді, більшовицька влада не допустила злиття Казанської академії з університетом і її положення погіршувалося з кожним днем.
У 1918  в академії відбулися останні випускні іспити і захист магістерських праць, видані останні дипломи. Про стан, в якому опинилася академія на початок 1919 року, її останній ректор, єпископ Чистопольський Анатолій Грисюк, писав: «Бібліотека у наших руках і взята під захист архівною комісією. Половина наявних студентів (чоловік 20) і Ваш покірний слуга, а також канцелярія, перебувають в академічній будівлі. У головній будівлі заразний шпиталь, тому довелося відмовитися навіть від академічної церкви і перейти у приходську. Третина корпорації перебуває по той бік фронту, а троє - у Москві. Решта професорів майже всі - на радянській службі і порівняно небагато - на єпархіальній службі або поєднують посади в академії».
У березні 1921 був арештований ректор академії єпископ Анатолій Грисюк і 20 її викладачів. У листопаді академічна корпорація організувала Богословський інститут на чолі з професором Казанської академії протоієреєм Миколою Петровим і його помічником архімандритом Варсонофієм Лузіним. Колегія Татарського Наркомпросу зареєструвала інститут, але він проіснував менше року.

### Плани відродження академії

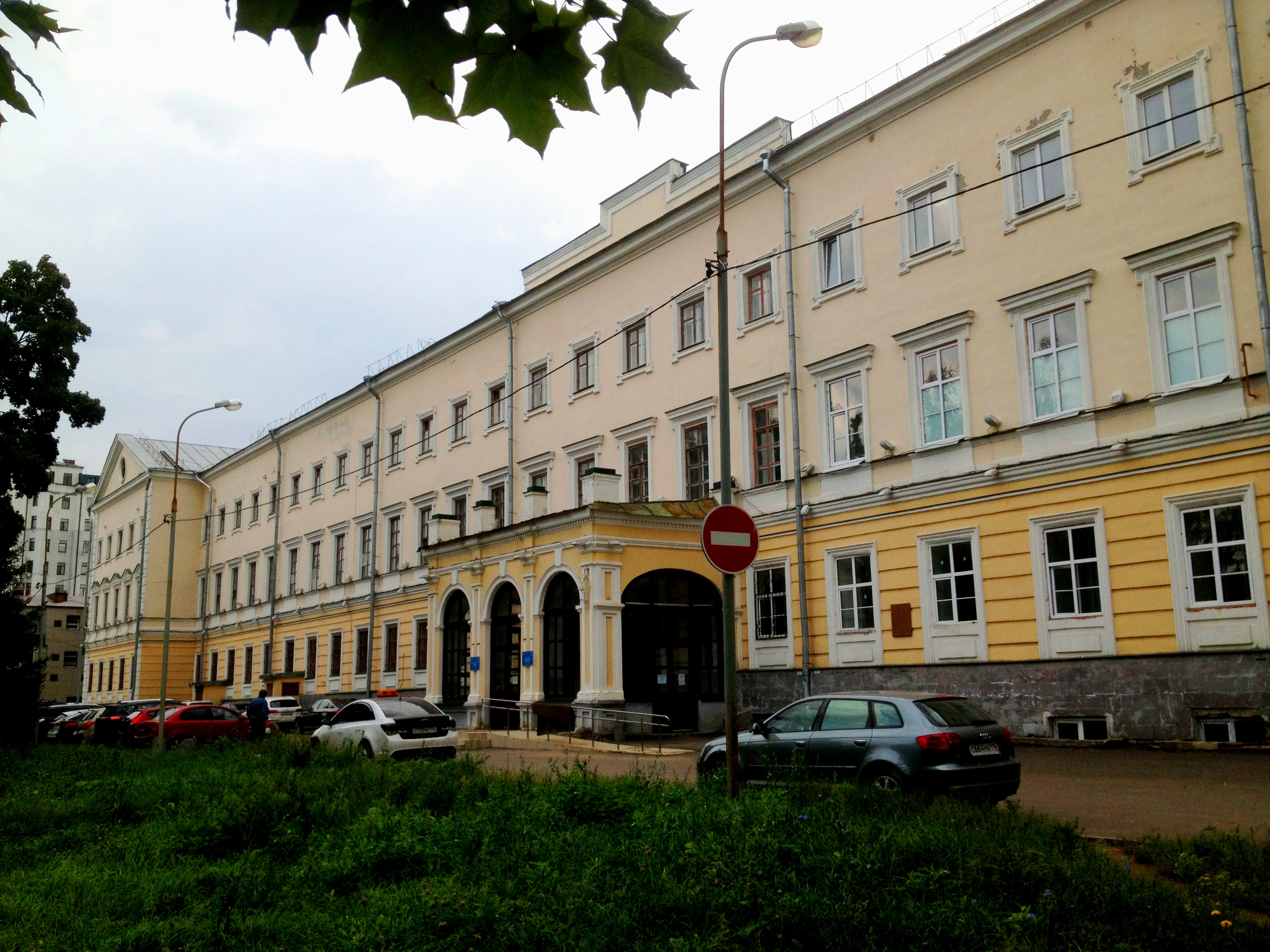
Будівля КазДА

У червні 2014 ігумен Євфімій  Моісеєв, що змінив митрополита Казанського і Татарстанського Анастасія Меткина на посаді ректора Казанської духовної семінарії,  заявив у інтерв'ю журналістці Ділової електронної газети Татарстану «Бізнес Online» про те,  що є благословіння Патріарха Московського і всея Руси Кирила дослідити питання про відродження Казанської духовної академії, відмітивши,  що для цього існують необхідні передумови: «Казань — це університетське місто з дуже потужною освітньою традицією, що є одною з найдавніших в РФ. Історично специфіка освіти у Казанській академії полягала у вивченні дисциплін, пов'язаних зі сходознавством, ісламознавством, етнографією, східними мовами, мовами і культурою народів Поволжя».
У якості можливих місць її розміщення розглядалися історична будівля Казанської духовної академії і територія міського поселення «Іннополіс» у Верхньоуслонському муніципальному районі Республіки Татарстан, а також будівлі Казанського Богородицького і Воскресенського Новоєрусалимського монастирів.
Новий митрополит Казанський і Татарстанський ФеофанАшурков, що прибув у липні 2015 в Казань і згодом очолив Казанську духовну семінарію, підтвердив плани відродження Казанської духовної академії.

Я хотел бы сразу подчеркнуть: это не только моё желание, это наша церковная боль, что мы до сих пор ещё не возродили Казанскую духовную академию, которая действительно занимала особое место в жизни не только Русской Православной Церкви, не только в научном сообществе, но, я бы сказал, и на межправославном, международном уровне. Поэтому очень важно возродить и прерванную традицию, и духовную жизнь, и научную деятельность, и, как вы говорите, педагогическую, просветительскую. <…> Уже сейчас, поскольку существует духовная семинария с магистратурой, нужно готовить и профессорско-преподавательский состав путём отбора. Ведь в Казани довольно серьезная научная школа. И есть очень толковые профессора, преподаватели, научные сотрудники, которые с энтузиазмом восприняли весть о возможном возрождении Казанской духовной академии. И у нас ведь есть уже выкристаллизованная профессура: Московская, Санкт-Петербургская академии, Свято-Тихоновский университет. Есть уже ядро научного сообщества в Церкви. И, наверное, столицам придётся и поделиться, чтобы кто-то из профессуры приехал к нам на постоянное место жительства. Что при сегодняшних коммуникационных средствах, в том числе и передвижения, не будет большой проблемой.
— Митрополит Казанский и Татарстанский Феофан (И. А. Ашурков) (интервью интернет-изданию «Православия и Мир», 17 сентября 2015 года)
У резолюції, яку ухвалили учасники II Форуму православної громадськості Республіки Татарстан, що проходив 26 листопада 2015 в Казані , відзначалася «важливість вживання заходів з подальшого розвитку духовної освіти і науково-богословської діяльності». «При цьому особа увага має бути спрямована на вдосконалення навчально-освітнього процесу в Казанській духовній семінарії і створення необхідних умов для нормального функціонування комплексу будівель семінарії. Проект відродження Казанської духовної академії вимагає детального пропрацювання і ухвалення погоджених рішень».

## Ректори
- Сильвестр Лебединський (25 липня 1797—1799)
- Ксенофонт Троєпольский (24 серпня 1799 — 15 січня 1800)
- Антоній Соколов (1800 — 1808)
- Єпіфаній Канівецький (6 лютого 1808 — 18 березня 1816)
- Афанасій (Протопопов) (18 березня 1816 — 28 липня 1817)
- Феофан Александров (1817—1818)
- Іван Оболенський (1 липня 1842 — 1 травня 1844)
- Григорій Миткевич (5 травня 1844—1851)
- Парфеній Попов (29 лютого 1852—1854)
- Агафангел Соловйов (20 січня 1854—1855)
- Іоанн Соколов (1857—1864)
- Іннокентій (Новгородов) (1864—1868)
- Никанор Бровкович (29 липня 1868—1871; з 2 червня по 28 липня 1870 року і. о. ректора був І. Гвоздєв.
- протоієрей Олександр (Владимирський) (1871—1895)
- архімандрит Антоній Храповицький (1895—1900)
- Алексій Молчанов (20 липня 1900 — березень 1905)
- Олексій Дородніцин (серпень 1905—1912)
- Анастасій Алєксандров (15 лютого 1912—1913)
- Анатолій Грисюк (30 травня 1913—1922)

## Випускники академії
Див. Випускники Казанської духовної академії